# 144 000 (nombre)
144 000 (cent quarante-quatre mille) est un nombre positif. Plusieurs mouvements religieux lui accordent une signification particulière.
Pour le christianisme, le nombre est éminemment symbolique. Il est utilisé dans l'Apocalypse de Jean (Ch.7) pour indiquer le nombre (symboliquement complet) des élus. Des 12 tribus d'Israël, 12 000 membres pour chacune seront les « serviteurs marqués du sceau divin ».
Dans le calendrier maya, 144 000 jours correspondent à un cycle de temps nommé baktun.
Ce nombre a également une signification dans le courant New Age.

## Christianisme

### Nouveau Testament

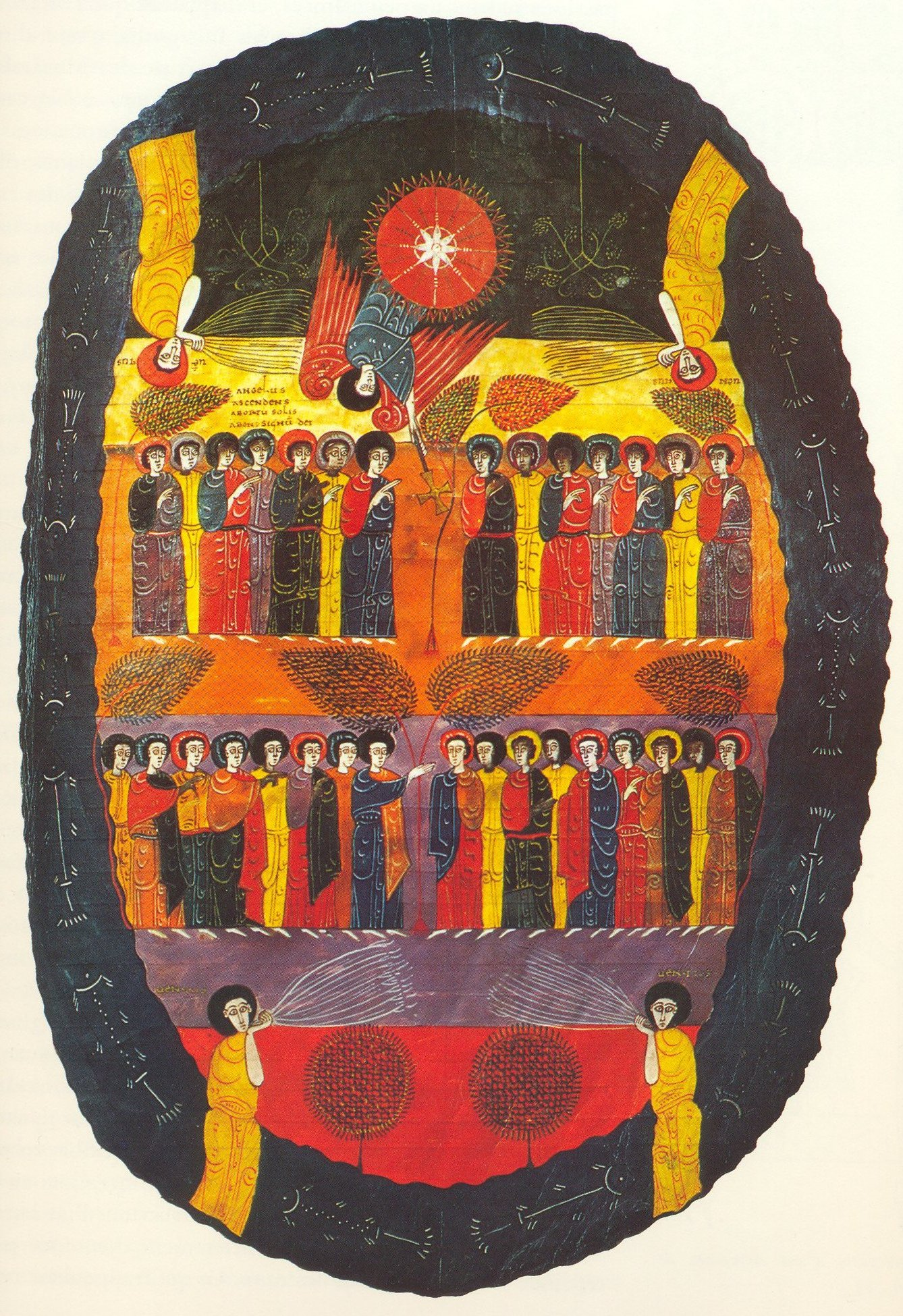
Les 144000 Élus et les Anges retenant les Vents.
Enluminure des Beatus, 1047

Le passage qui évoque les 144 000 est dans l'Apocalypse de Jean :
- 7:1 - Après quoi je vis quatre Anges, debout aux quatre coins de la terre, retenant les quatre vents de la terre pour qu'il ne soufflât point de vent, ni sur la terre, ni sur la mer, ni sur aucun arbre.
- 7:2 - Puis je vis un autre Ange monter de l'orient, portant le sceau du Dieu vivant ; il cria d'une voix puissante aux quatre Anges auxquels il fut donné de malmener la terre et la mer :
- 7:3 - « Attendez, pour malmener la terre et la mer et les arbres, que nous ayons marqué au front les serviteurs de notre Dieu ».
- 7:4 - Et j'ai appris combien furent alors marqués du sceau : cent quarante-quatre mille, de toutes les tribus des fils d'Israël.
- 7:5 - De la tribu de Juda, douze mille furent marqués ; de la tribu de Ruben, douze mille ; de la tribu de Gad, douze mille ;
- 7:6 - de la tribu d'Aser, douze mille ; de la tribu de Nephtali, douze mille ; de la tribu de Manassé, douze mille ;
- 7:7 - de la tribu de Siméon, douze mille; de la tribu de Lévi, douze mille ; de la tribu d'Issachar, douze mille ;
- 7:8 - de la tribu de Zabulon, douze mille ; de la tribu de Joseph, douze mille ; de la tribu de Benjamin, douze mille furent marqués. Le triomphe des élus au ciel[1].

### Interprétation littérale

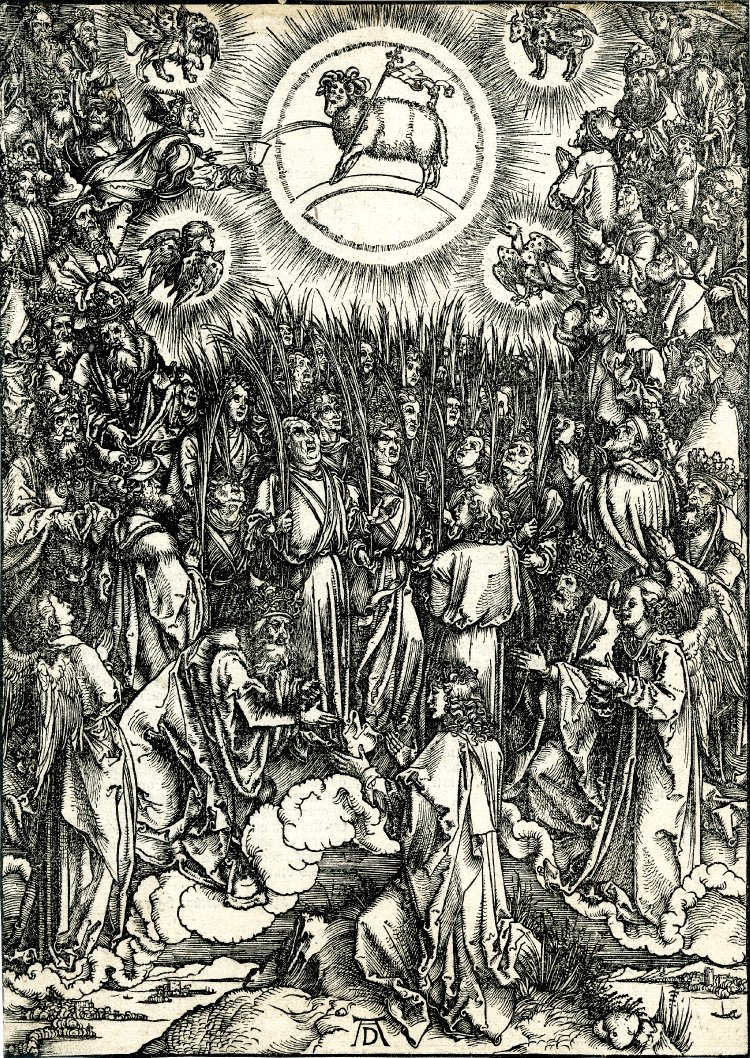
L'adoration de l'Agneau - Le cantique des élus dans L'Apocalypse de Dürer.

Certains protestants (notamment de tendances prémillénaristes, dispensationalistes, etc.) interprètent d'une manière littérale les 144 000 de l'Apocalypse. Comme pour eux il n'y a rien dans le texte qui laisse croire qu'il faudrait le prendre d'une manière imagée ou allégorique, ces 144 000 seraient, ainsi que le dit le texte, Juifs, n'ayant pas eu de relation avec des femmes, irréprochables, et ayant le nom du Seigneur ainsi que le nom du Père sur leur front (cf Apocalypse chapitre 7:1-8 et 14:1-5). Ces Juifs prêcheront l'Évangile du Royaume durant la tribulation. Ils seront donc persécutés et rejetés par l'Antéchrist et son gouvernement…

### Interprétation des Témoins de Jéhovah
Dans l'interprétation qu'en font les Témoins de Jéhovah, les 144 000 humains qui régneront avec Jésus au ciel (se basant sur Luc 12:32 ; Rév. 7:4),.
De ce fait, en se référant à Révélation (Apocalypse selon Jean) 7:4 et 14:1,3, les Témoins de Jéhovah pensent que seuls 144 000 chrétiens oints (nombre pris au sens littéral) bénéficieront de la vie immortelle dans les cieux, en tant que rois et prêtres(ses) aux côtés de Jésus Christ. Les autres chrétiens, qui ne sont pas oints, vivront quant à eux, sur terre dans un paradis restauré à l'image du jardin d'Eden (se basant sur Psaume 37:29; Matthieu 6:10) . Le choix de ces oints par Jéhovah se serait échelonné, selon les Témoins de Jéhovah, sur une période de vingt siècles, allant de l'effusion de l'Esprit Saint sur 120 disciples lors de la Pentecôte de l'an 33 de notre ère jusqu'à aujourd'hui (avant mai 2007, cet appel à la vie céleste avait cessé en 1935 ; depuis, il n'y a plus de date avancée).

### Interprétation des Skoptzy
Les Skoptzy formaient en Russie aux XVIIe et XIXe siècles une secte chrétienne secrète, issue de la secte connue sous le nom de « Peuple de Dieu ». Les Skoptzy étaient millénaristes et attendaient un Messie qui établirait un empire des saints, c'est-à-dire des purs. Mais ils croyaient que le Messie ne viendrait pas jusqu'à ce qu'on eût atteint le nombre de 144 000 Skoptsi et tous leurs efforts étaient consacrés à atteindre ce total.

### Interprétation symbolique
Historiens et exégètes modernes, ainsi que de nombreux théologiens chrétiens, s'accordent pour voir dans les 144 000 élus marqués du sceau un nombre symbolique. L'historien Thierry Murcia rappelle l'explication classique et en propose une nouvelle :  

« Pourquoi les élus marqués du sceau sont-ils au nombre de 144 000 ? L’explication n’est pas nouvelle [...] Nombre symbolique, 144 000 est le carré de 12 multiplié par 1 000 : « chiffre du peuple de Dieu », 12 renvoie aux douze tribus et aux douze apôtres ; 1 000 correspond à une multitude difficile à dénombrer. Mais voici à présent une autre explication, inédite, et qui n’est pas incompatible avec la précédente. 144 000 est égal à 360 fois 400 : 360 équivaut, dans la Bible, au nombre de jours d’une « année prophétique » (cf. 1260 jours = trois ans et demi) ; 400 correspond à la valeur gématrique de la lettre Tâw (X), autrement dit au sceau divin imprimé sur le front des 144 000 élus (cf. Ap 13, 18 et 14, 1). »

## New Age
Le plus fameux rassemblement du New Age fut la « convergence harmonique » de 1987 durant laquelle des adeptes du New Age se rassemblèrent sur des sites sacrés autour du monde. Le but recherché était de rassembler 144 000 personnes afin de produire un effet sur le reste de la planète. Cet événement est considéré comme le plus représentatif et le plus vaste du courant New Age.